# 蓬蒂尔斯
蓬蒂尔斯，是西班牙加泰罗尼亚塔拉戈纳省的一个市镇。总面积68平方公里，总人口134人（2001年），人口密度2人/平方公里。